# Michael Zachries
Michael Zachries, född den 29 oktober 1943 i Zwickau, död 28 juli 2021 i Starnberg, var en östtysk seglare.
Han tog OS-brons i soling i samband med de olympiska seglingstävlingarna 1976 i Montréal.